# (14526) Xénocrate
(14526) Xénocrate, désignation internationale (14526) Xenocrates, est un astéroïde de la ceinture principale.

## Description
(14526) Xénocrate est un astéroïde de la ceinture principale d'astéroïdes. Il fut découvert par Paul G. Comba le 6 mai 1997 à Prescott. Il présente une orbite caractérisée par un demi-grand axe de 2,41 UA, une excentricité de 0,22 et une inclinaison de 2,87° par rapport à l'écliptique.
Il fut nommé d'après Xénocrate de Chalcédoine (396-314 av. J.-C. à Athènes) est un philosophe platonicien grec, deuxième scholarque de l'Académie de Platon, après Speusippe.

## Compléments